# Xã North, Quận Dade, Missouri
Xã North (tiếng Anh: North Township) là một xã thuộc quận Dade, tiểu bang Missouri, Hoa Kỳ. Năm 2010, dân số của xã này là 307 người.